# Bundesstraße 289
Die deutsche Bundesstraße 289 (Abkürzung: B 289) führt von Coburg in Richtung Osten nach Rehau.
Die B 289 zweigt südlich von Coburg bei Untersiemau von der B 4 in östlicher Richtung ab. In dem Neubauabschnitt führt sie mit zwei Fahrstreifen, auf Steigungsstrecken drei, als südlicher Autobahnanschluss Coburgs zur Anschlussstelle Untersiemau der A 73 (Suhl – Coburg – Nürnberg). Die Gesamtbaukosten für diesen sechs Kilometer langen Abschnitt mit dem Projektnamen Bundesstraße 289n betrugen 26,8 Millionen Euro, wovon 3,3 Millionen Euro auf den Grunderwerb entfielen. Die Strecke wurde am 5. September 2008 dem Verkehr übergeben. Bei der Anschlussstelle Lichtenfels beginnt die Fortsetzung der Bundesstraße in Richtung Norden. Dabei verläuft sie bis kurz hinter Hochstadt, wo sie in Richtung Osten nach Kulmbach abzweigt, gemeinsam mit der B 173.
Bis zur Fertigstellung der A 73 führte die Bundesstraße 289 durch Untersiemau, Obersiemau, Buch am Forst und Lichtenfels zur Anschlussstelle Lichtenfels-Ost der B 173.
Kurz hinter Hochstadt, bei Zettlitz, biegt die Bundesstraße nach Südosten ab, durchquert entlang des Obermains die Dörfer Horb am Main, Neuses am Main und den Burgkunstädter Stadtteil Weidnitz. In der Folge wird sie als Umgehung der Altstadt von Burgkunstadt geführt. Nach der Durchquerung der Orte Theisau und Mainroth führt sie in den Landkreis Kulmbach, durchquert die Orte Rothwind und Fassoldshof und umgeht die Orte Schwarzach und Mainleus. Bis dort ist der Ausbauzustand durchwegs zweistreifig.
Auf Kulmbacher Stadtgebiet tangiert sie erst Neuseidenhof und den Oberaufhof und wird dann zur vierstreifigen und kreuzungsfrei ausgebauten Nordumgehung von Kulmbach. An der Anschlussstelle Kulmbach-West vereinigt sie sich mit der von Süden kommenden B 85, die allerdings bei Kulmbach-Mitte wieder nach Norden abzweigt. Ab dort verläuft die Bundesstraße zwar noch kreuzungsfrei, aber nur noch zweistreifig.
Die Ortsdurchfahrten von Kauerndorf und Untersteinach haben sich zu einem Nadelöhr entwickelt, das mit etwa 14.000 Fahrzeugen am Tag eine überdurchschnittliche Verkehrsbelastung aufnehmen muss. Seit 2009 existiert das Baurecht für eine Umgehung beider Orte, die jedoch wegen eines erforderlichen Tunnels und einer Talbrücke außerordentlich kostenintensiv ist. Aus diesem Grund wurde das Projekt zweigeteilt, am 10. Dezember 2020 wurde die Ortsumfahrung Untersteinach dem Verkehr übergeben. Hierbei wird die Straße in einem Bogen südlich des Ortes entlanggeführt und kreuzungsfrei an die B 303 angeschlossen, dabei müssen zweimal das Schorgasttal und die Bahnstrecke Bamberg–Hof überquert werden.
Ende Juni 2017 wurden die Gelder bewilligt, um die Umgehung von Kauerndorf zu realisieren. Hier wird die Straße zukünftig in einem Tunnel nordwestlich am Ort vorbei geführt werden. Stand Oktober 2024 fanden Erdarbeiten am künftigen Südportal des Tunnels statt.
Südöstlich von Untersteinach vereinigt sich die Bundesstraße mit der B 303, bei Ludwigschorgast zweigt die B 289 nach Nordosten ab, umgeht den Ort und führt durch Kupferberg.
Bis Ludwigschorgast hat die B 289 eine große Bedeutung, da sie einerseits gemeinsam mit der B 303 einen von zwei Autobahnanschlüssen für Kulmbach darstellt und andererseits den östlichen Landkreis an Kulmbach als politisches und wirtschaftliches Zentrum anschließt.
In der Folge hat sie nur geringe Bedeutung, da sie bis Münchberg parallel zur A 9 verläuft. Außer der Ortsdurchfahrt Marktleugast führt die Bundesstraße durch dünn besiedeltes Gebiet bis nach Münchberg.
Kurz vor Münchberg befand sich ein Hindernis in Form einer Bahnbrücke, die die Durchfahrtshöhe auf unter vier Meter begrenzte. Seit der Eröffnung des letzten Teilstücks der Südumfahrung von Münchberg befinden sich zwei Brücken direkt nebeneinander, wobei die alte Brücke als Radweg dient und die Bundesstraße über eine neue höhere Brücke führt.
Auf der Umgehung von Münchberg trifft sie auf die Staatsstraße 2194, über welche sie an die A 9 angeschlossen ist. Es ist geplant, eine neue Autobahnausfahrt zu errichten, um die B 289 direkt an die A 9 anzubinden und so die Ortsdurchfahrt von Straas zu entlasten.
Danach trifft die B 289 auf die entwidmete B 2, mit der zusammen sie vor dem Bau der Umgehung durch Münchberg führte. Danach tangiert sie Wulmersreuth und trifft auf die Ortsdurchfahrt von Weißdorf, welche vielleicht durch eine Umfahrung des Ortes entlastet werden soll.
Nach den Ortsdurchfahrten von Seulbitz und Stobersreuth umgeht sie Schwarzenbach an der Saale im Norden. Wenige Kilometer östlich befindet sich der Endpunkt der Bundesstraße.
Nach dem südlichen Stadtgebiet von Rehau endet die B 289 an der Anschlussstelle Rehau-Süd der A 93. Dort trifft sie auf die von Süden kommende B 15.

## Besonderheiten
- Kurz nach Kupferberg (in Fahrtrichtung Kulmbach) führt die Bundesstraße durch das Steinbruchgelände der Firma Schicker.